# Past Masters
Past Masters è una compilation del gruppo musicale britannico The Beatles, pubblicata nel 1988 in volume doppio.

## Brani

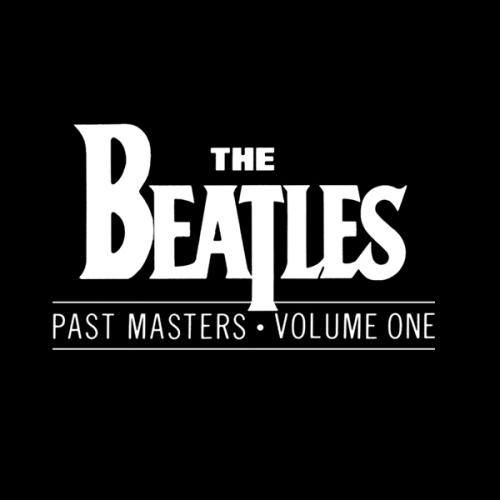
La copertina dell'album Past Masters, Volume 1

Il primo volume contiene 18 canzoni pubblicate originariamente fra il 1962 ed il 1965:
- tredici brani in precedenza editi come singoli;
- i quattro brani tratti dell'EP Long Tall Sally;
- una canzone, Bad Boy, inizialmente incisa dal gruppo solo per il mercato statunitense.

Il secondo volume contiene 15 canzoni pubblicate originariamente fra il 1965 e il 1970: 
- quattordici già edite come singoli
- un brano, Across the Universe, incluso in precedenza nell'album No One's Gonna Change Our World realizzato da vari artisti per raccogliere fondi per il WWF.

## Tracce

### Volume 1
Testi e musiche di Lennon-McCartney, eccetto dove segnato.
1. Love Me Do – 2:24
2. From Me to You – 1:56
3. Thank You Girl – 2:04
4. She Loves You – 2:21
5. I'll Get You – 2:06
6. I Want to Hold Your Hand – 2:25
7. This Boy – 2:16
8. Komm, Gib Mir Deine Hand (testo tedesco: Nicholas-Heller) – 2:27
9. Sie Liebt Dich (testo tedesco: Nicholas-Montague) – 2:20
10. Long Tall Sally – 2:03 (Johnson-Penniman-Blackwell)
11. I Call Your Name – 2:09
12. Slow Down – 2:56 (Larry Williams)
13. Matchbox – 1:59 (Carl Perkins)
14. I Feel Fine – 2:18
15. She's a Woman – 3:03
16. Bad Boy – 2:20 (Larry Williams)
17. Yes It Is – 2:43
18. I'm Down – 2:32

Durata totale: 42:22

### Volume 2

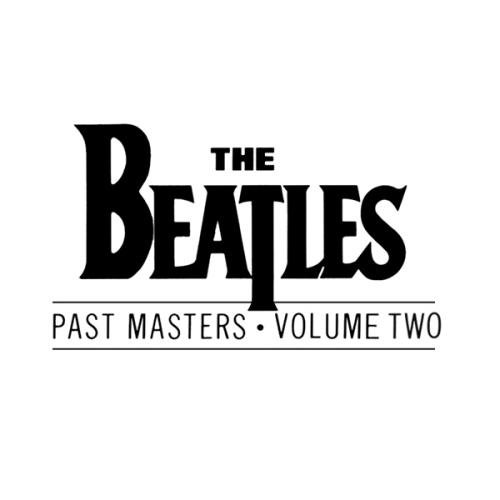
La copertina dell'album Past Masters, Volume 2

Testi e musiche di Lennon-McCartney, eccetto dove segnato.
1. Day Tripper – 2:48
2. We Can Work It Out – 2:15
3. Paperback Writer – 2:18
4. Rain – 3:02
5. Lady Madonna – 2:17
6. The Inner Light – 2:37 (George Harrison)
7. Hey Jude – 7:04
8. Revolution – 3:23
9. Get Back – 3:15
10. Don't Let Me Down – 3:35
11. The Ballad of John and Yoko – 2:59
12. Old Brown Shoe – 3:20 (George Harrison)
13. Across the Universe – 3:49
14. Let It Be – 3:51
15. You Know My Name (Look Up the Number) – 4:19

Durata totale: 50:52

## Formazione

### The Beatles
- George Harrison - chitarra solista, voce, armonie vocali, cori, chitarre, vibrafono in You Know My Name (Look Up the Number)
- John Lennon - voce, chitarra ritmica, armonie vocali, cori; armonica a bocca in Love Me Do, chitarra solista in Day Tripper, Get Back e The Ballad of John and Yoko, armonium in We Can Work It Out, basso in Let It Be, maracas in You Know My Name (Look Up the Number)
- Paul McCartney - voce, basso, pianoforte, armonie vocali, cori, batteria in The Ballad of John and Yoko
- Ringo Starr - batteria, percussioni

### Altri musicisti
- Hanuman Jadev - shehnai in The Inner Light
- Hariprasad Chaurasia - bansuri in The Inner Light
- Aashish Khan - sarod in The Inner Light
- Mahapurush Misra - pakhavaj in The Inner Light
- Rijram Desad - harmonium in The Inner Light
- Mal Evans - vanga nella sabbia in You Know My Name (Look Up the Number)
- Brian Jones - sassofono in You Know My Name (Look Up the Number)

### Crediti
- George Martin - produttore